# Morodora armata
Morodora armata är en stekelart som beskrevs av Charles Joseph Gahan 1933. Morodora armata ingår i släktet Morodora och familjen puppglanssteklar. Inga underarter finns listade i Catalogue of Life.